# Futebol Clube Penafiel
Penafiel Futebol Clube (ili kraće, Penafiel) je portugalski nogometni klub iz gradića Penafiela, na portugalskom sjeveru. 

## Klupske boje
Boje dresova su: 
- glavni: crvena majica i crne hlačice, crne čarape
- pričuvni: bijeli komplet, žuti komplet

## Uspjesi
- prvaci okružne 3. divizije 1954/55. (Campeão Distrital da III Divisão)
- prvaci okružne 2. divizije 1956/57. (pričuve) (Campeão Distrital da II Divisão)
- prvaci okružne 1. divizije 1963/64. (Campeão Distrital I Divisão)

## Vanjske poveznice
- Službene stranice (na portugalskom)